# Biserica romano-catolică din Bistrița

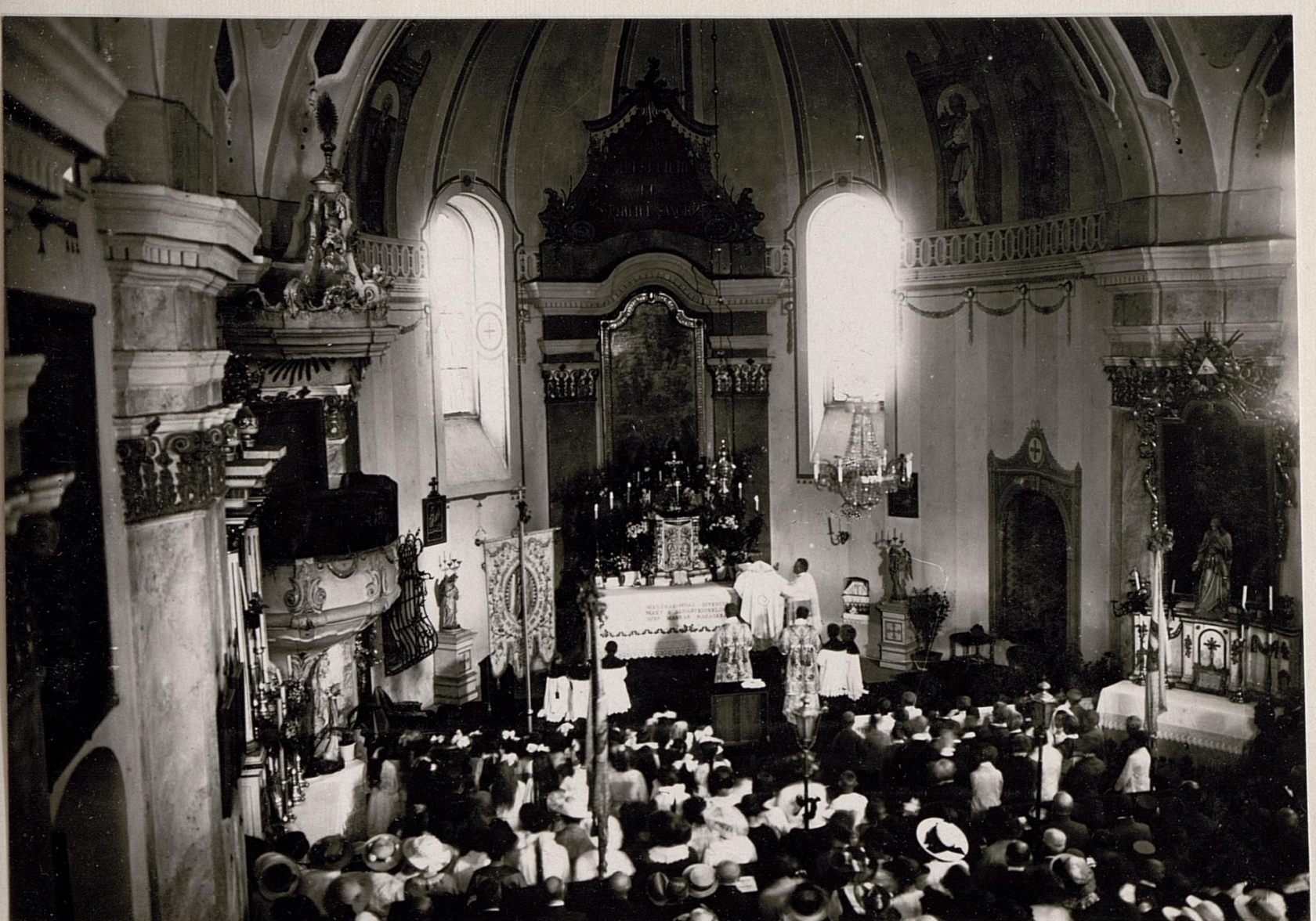
Episcopul Gusztáv Károly Majláth în biserica din Bistrița, în timpul Primului Război Mondial

Biserica romano-catolică din Bistrița, mai demult biserica mănăstirii călugărilor piariști, este un monument istoric și de arhitectură din secolul al XVIII-lea situat pe strada Gheorghe Șincai din municipiul Bistrița.

## Școala
Prima școală piaristă din Transilvania a fost gimnaziul înființat în anul 1717 la Bistrița. În 1717 generalul Stephan Steinville a cumpărat proprietățile care aparținuseră anterior dominicanilor, aducându-i pe piariști în cetate. În anul următor piariștii au deschis prima școală, având atât ciclu elementar cât și clase de învațământ mediu. Gimnaziul a fost în pericol în anul 1788, când s-a propus desființarea uneia dintre reședințele piariste: de la Mediaș sau de la Bistrița. În cele din urmă s-a renunțat la liceul din Mediaș, clasele de acolo contopindu-se cu cele din Bistrița. Dupa această restructurare numărul piariștilor din Bistrița s-a ridicat la șapte: un paroh, un predicator, un profesor pentru clasele superioare de poetică și retorică, unul pentru clasele a doua și a treia de gramatică, unul pentru prima clasă de gramatică și doi pentru clasele a doua și a treia elementară. Alături de ei activa la prima clasă elementară un învățător mirean. În noua formă procesul didactic a fost reluat în 1789. Educația s-a perfecționat într-o asemenea măsură, încât episcopul Diecezei de Alba Iulia a solicitat șefului ordinului trimiterea a încă unui profesor piarist în oraș. Gimnaziul a funcționat până în anul școlar 1849/1850, aici fiind înscriși la studii personalități ca Moise Dragoș, Károly Torma, Gheorghe Șincai, Andrei Mureșanu și Iacob Mureșianu etc.

## Istoric
Biserica a fost construită de piariști începând cu anul 1781, pe locul unei construcții distruse de un incendiu la 1758 și demolată ulterior la 1779. Biserica a fost ridicată în stilul barocului vienez, după planurile arhitectului inginer Paul Schmidt din cadrul Biroului Imperial al Fortificațiilor și cu sprijinul bănesc al Curții Imperiale de la Viena, care urmărea întărirea catolicismului în Transilvania. Lucrările au fost supervizate de arhitectul Anton Türk, fiind finalizate în primăvara anului 1787, fapt atestat și de inscripția de pe fațada clădirii.
Din ansamblul de monumente face parte și impozanta clădire alăturată, în care a funcționat, în locul vechii școli, arsă și ea la 1758, Școala Piariștilor.

## Imagini

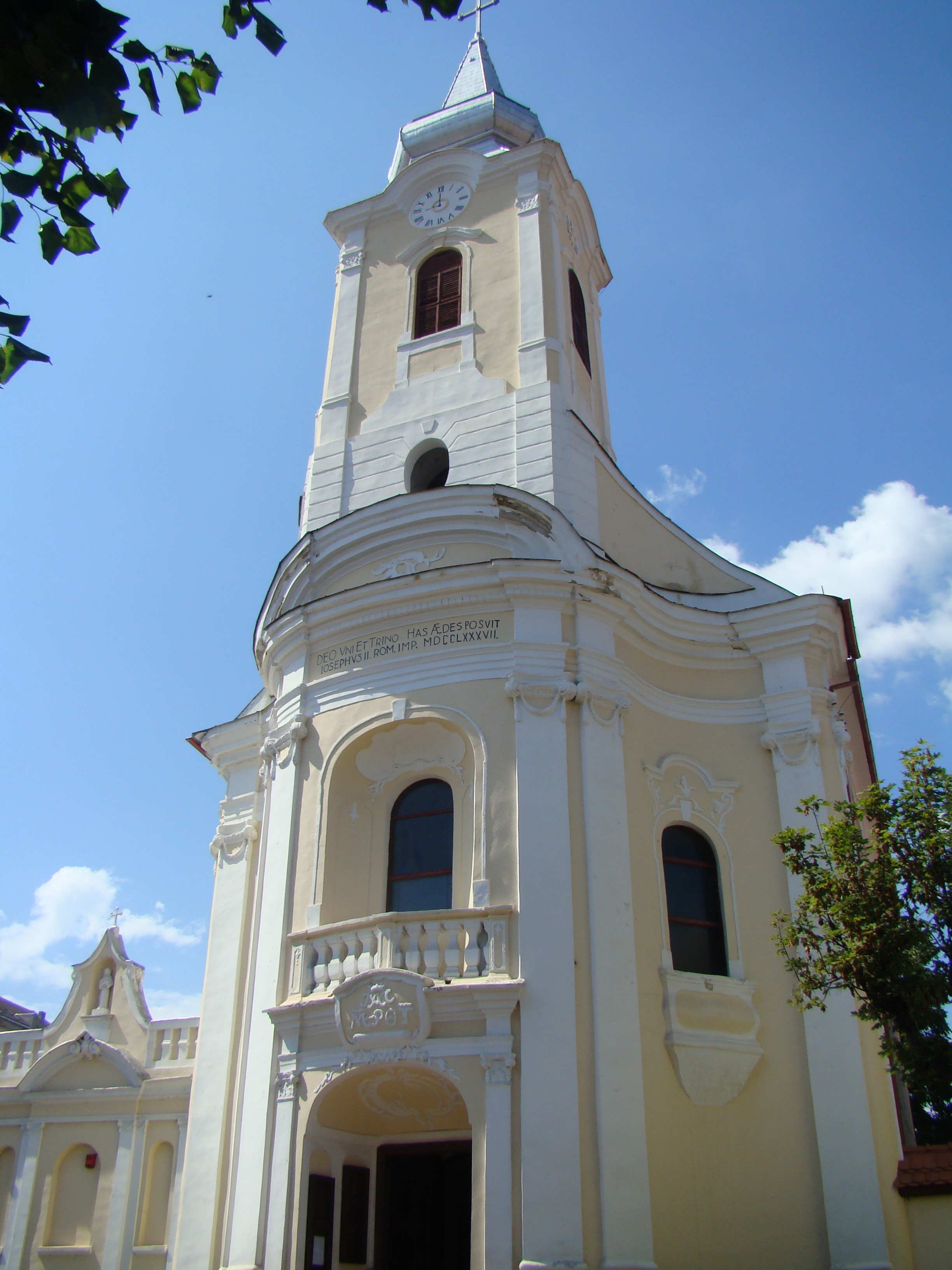
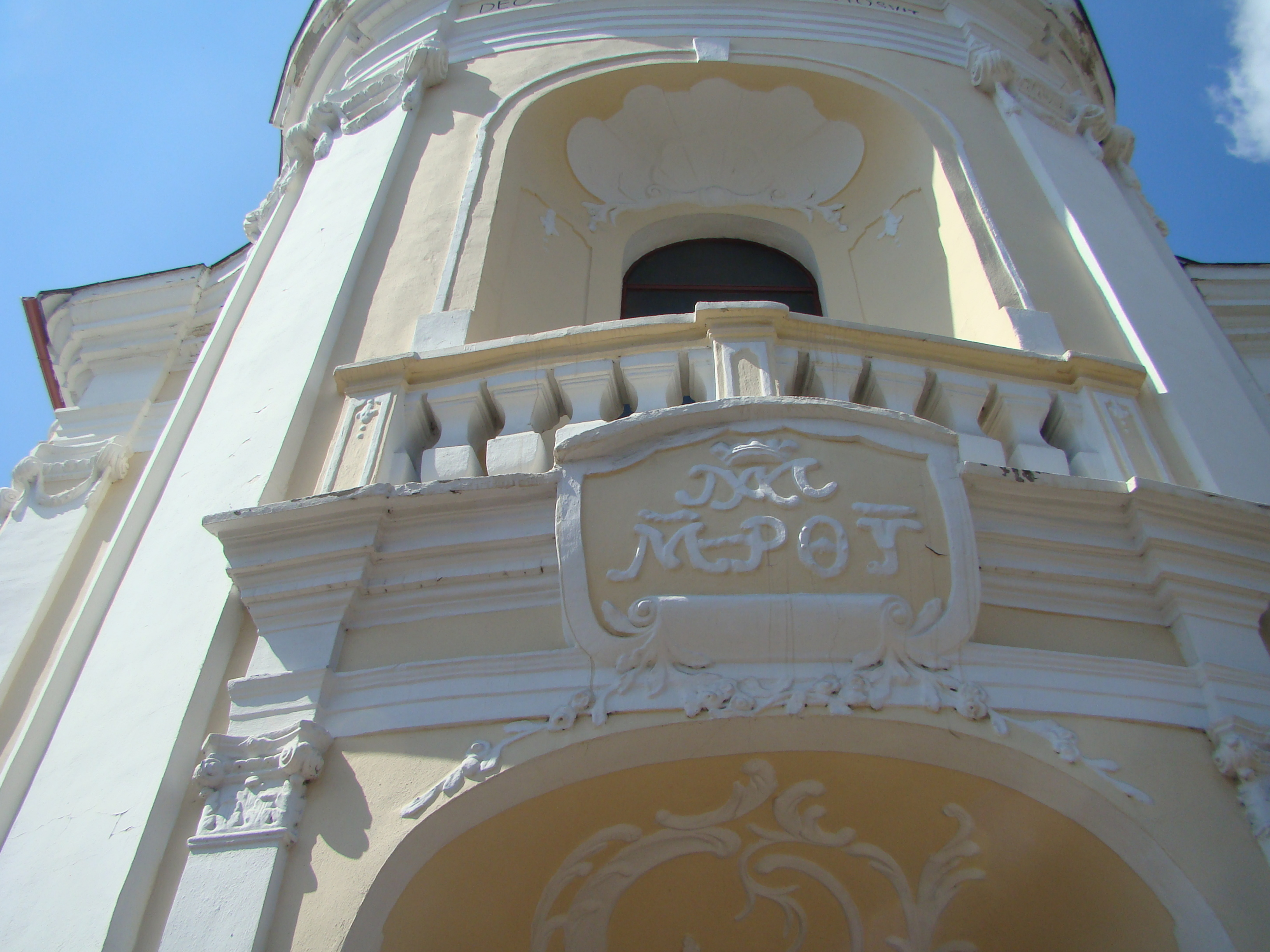
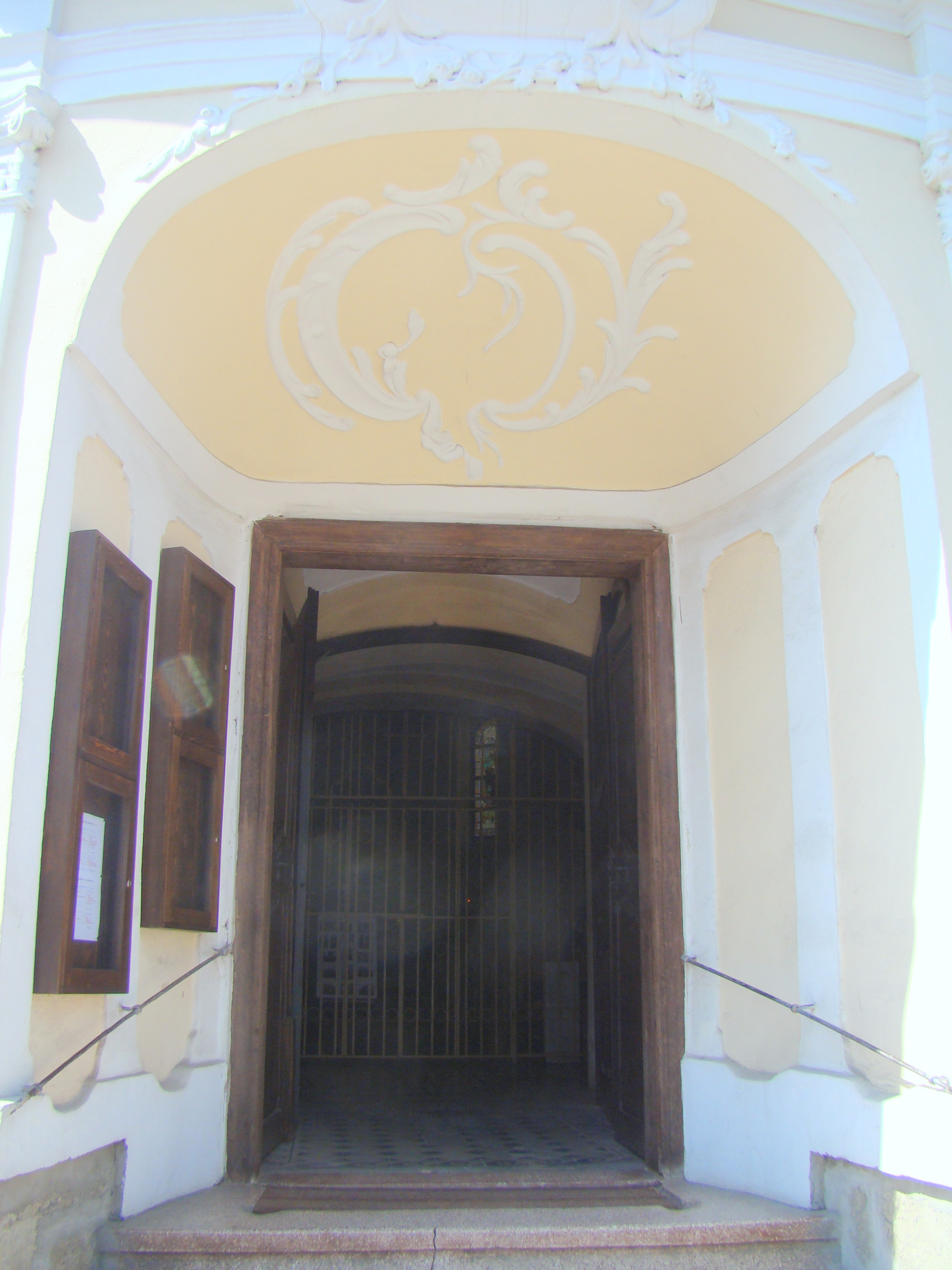
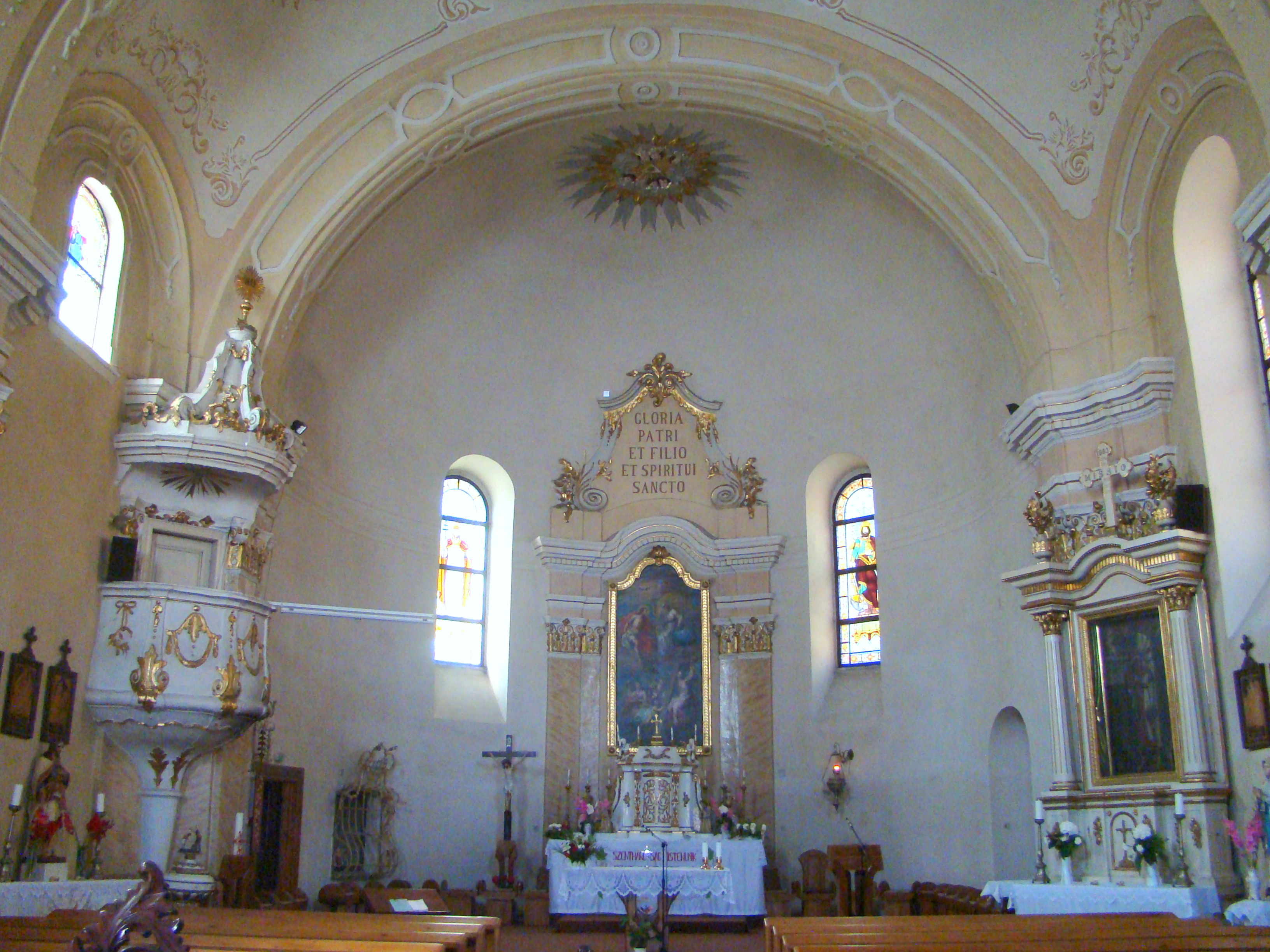
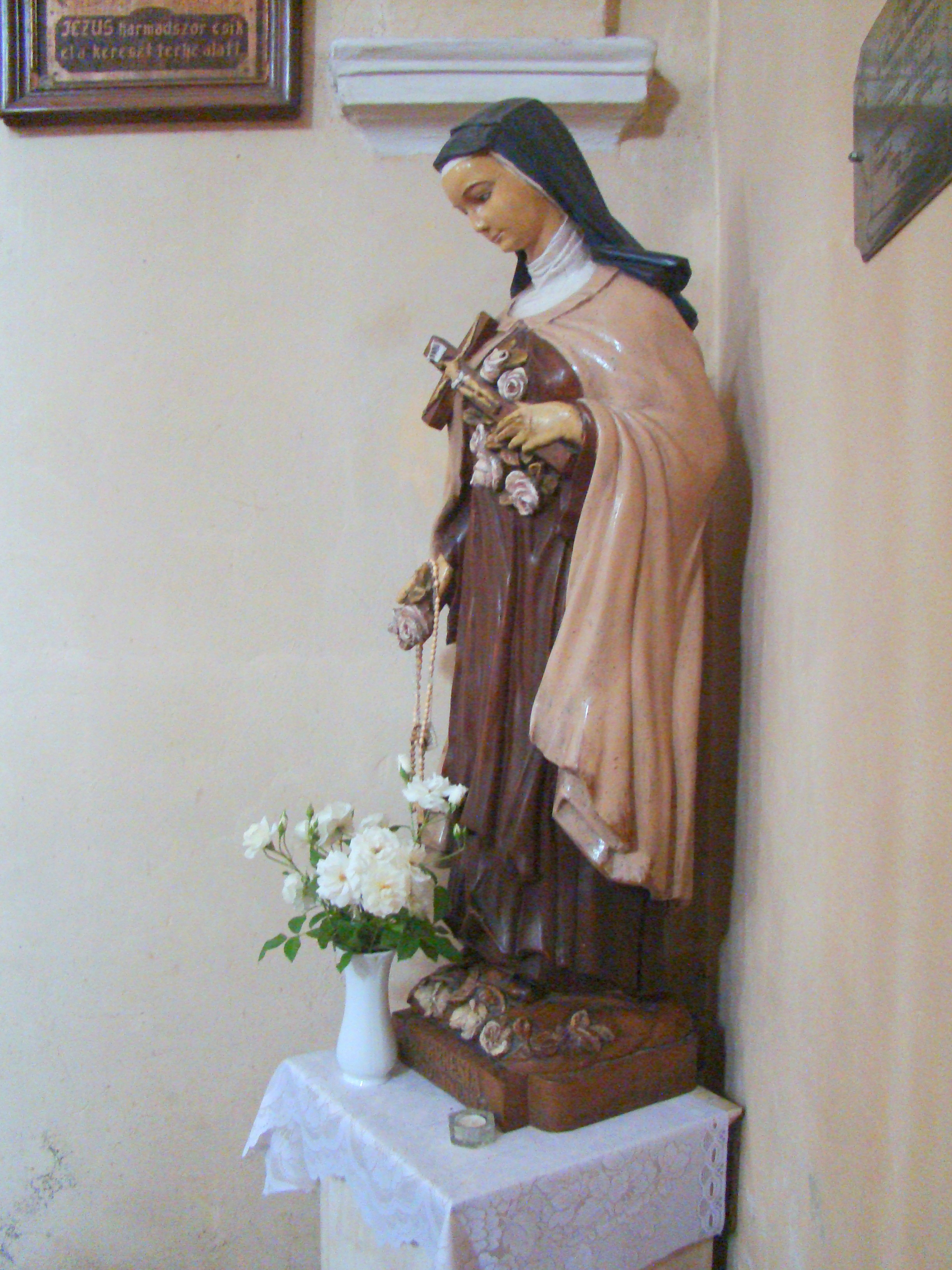
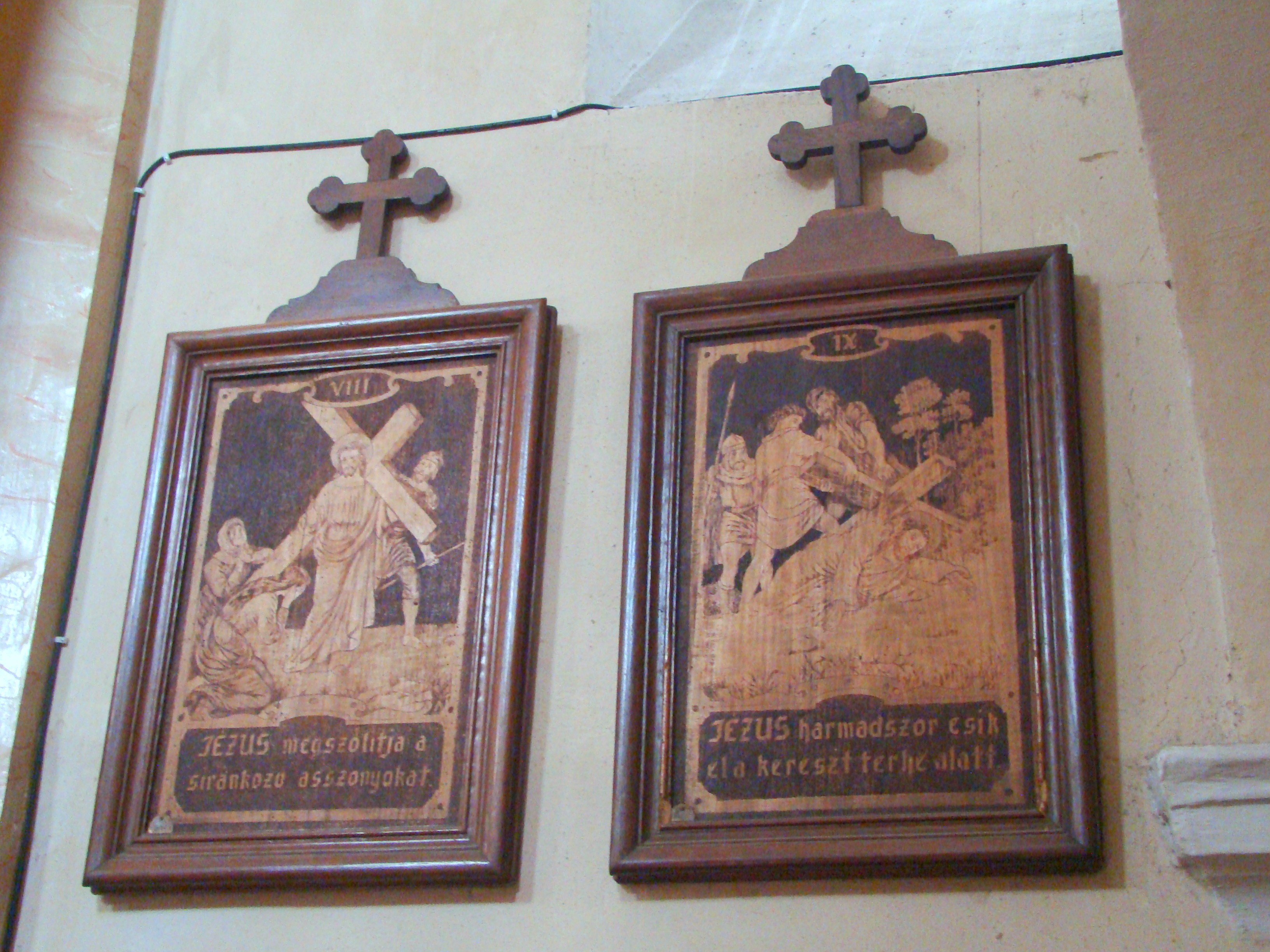
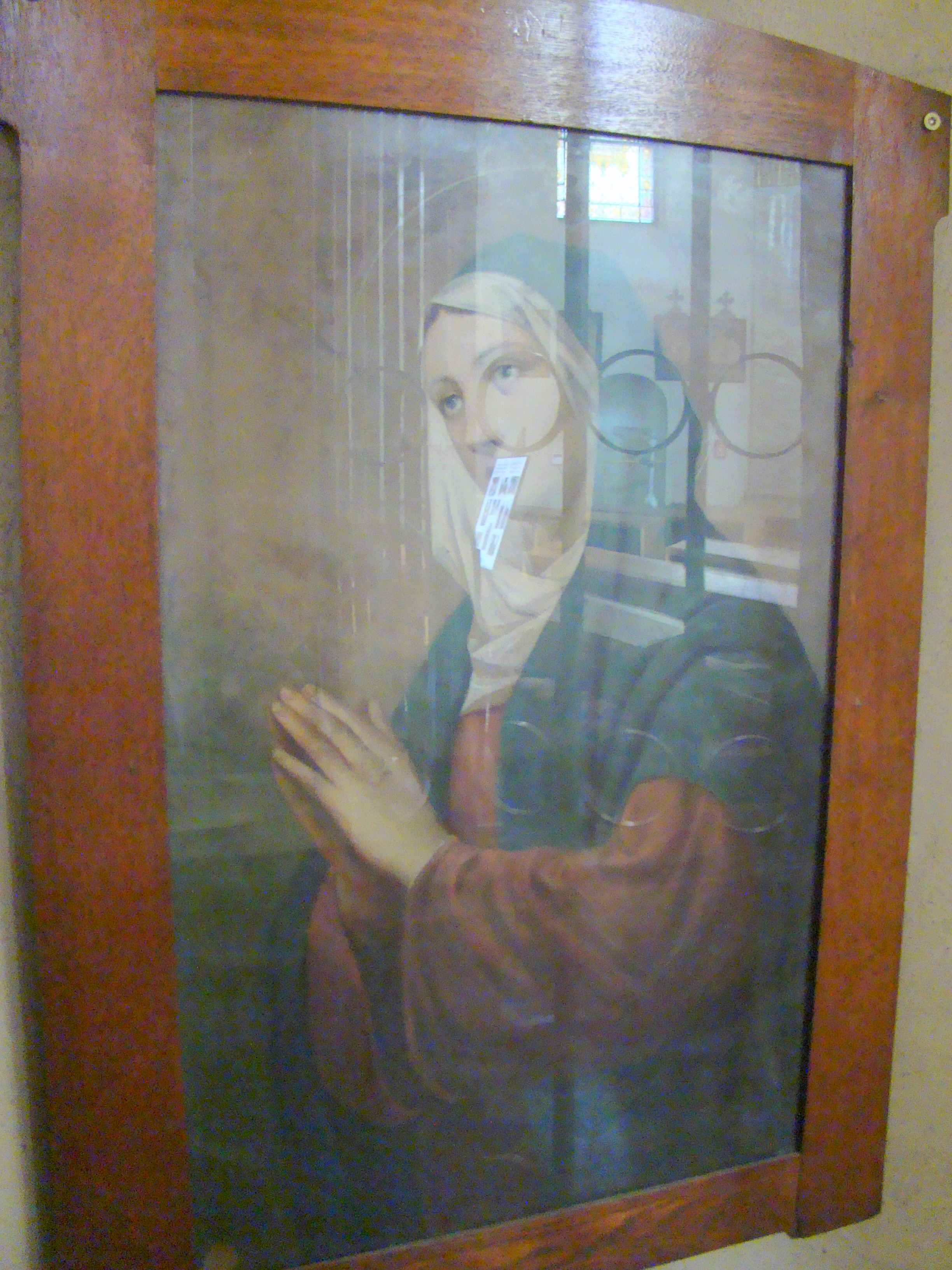
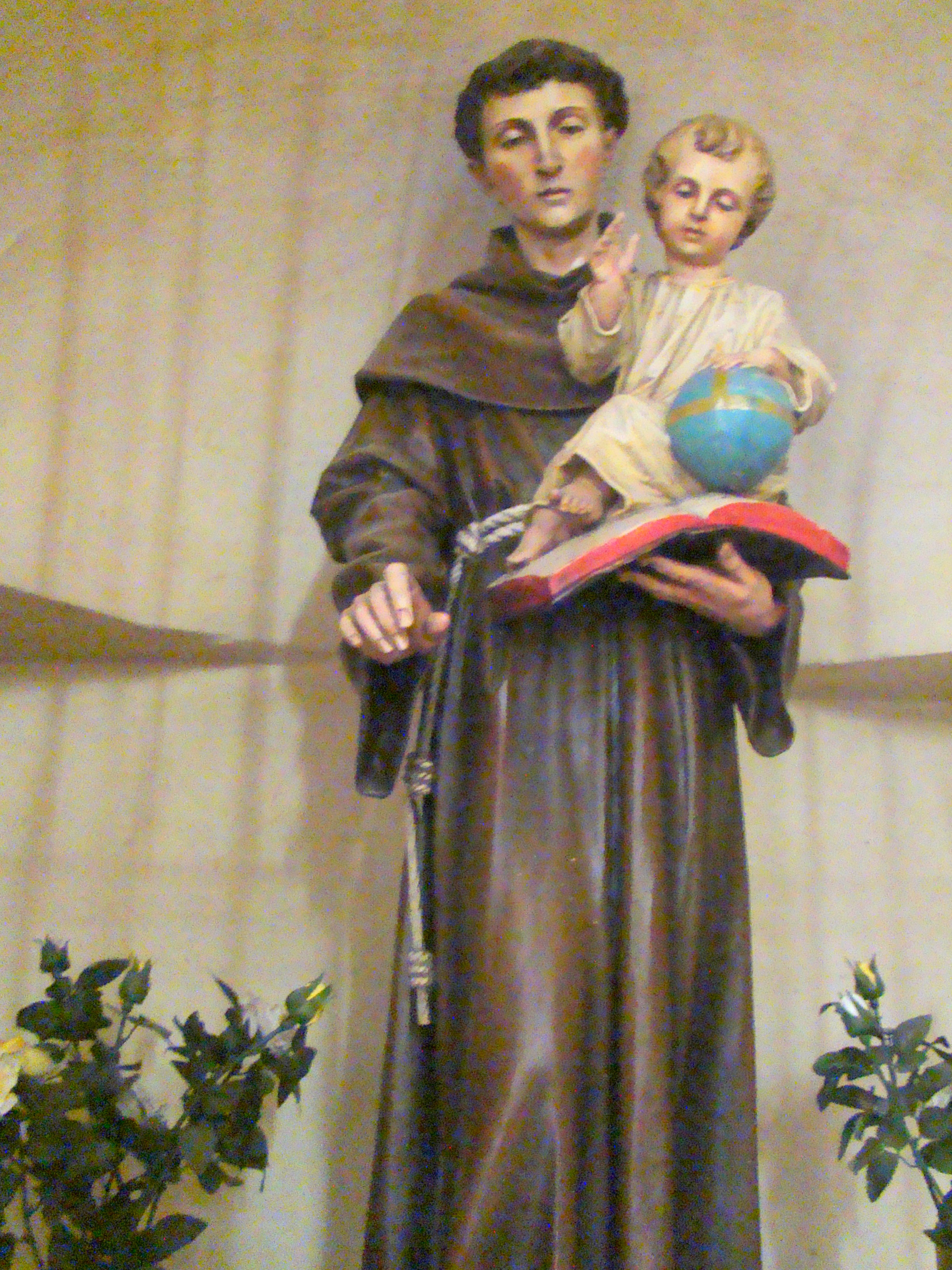
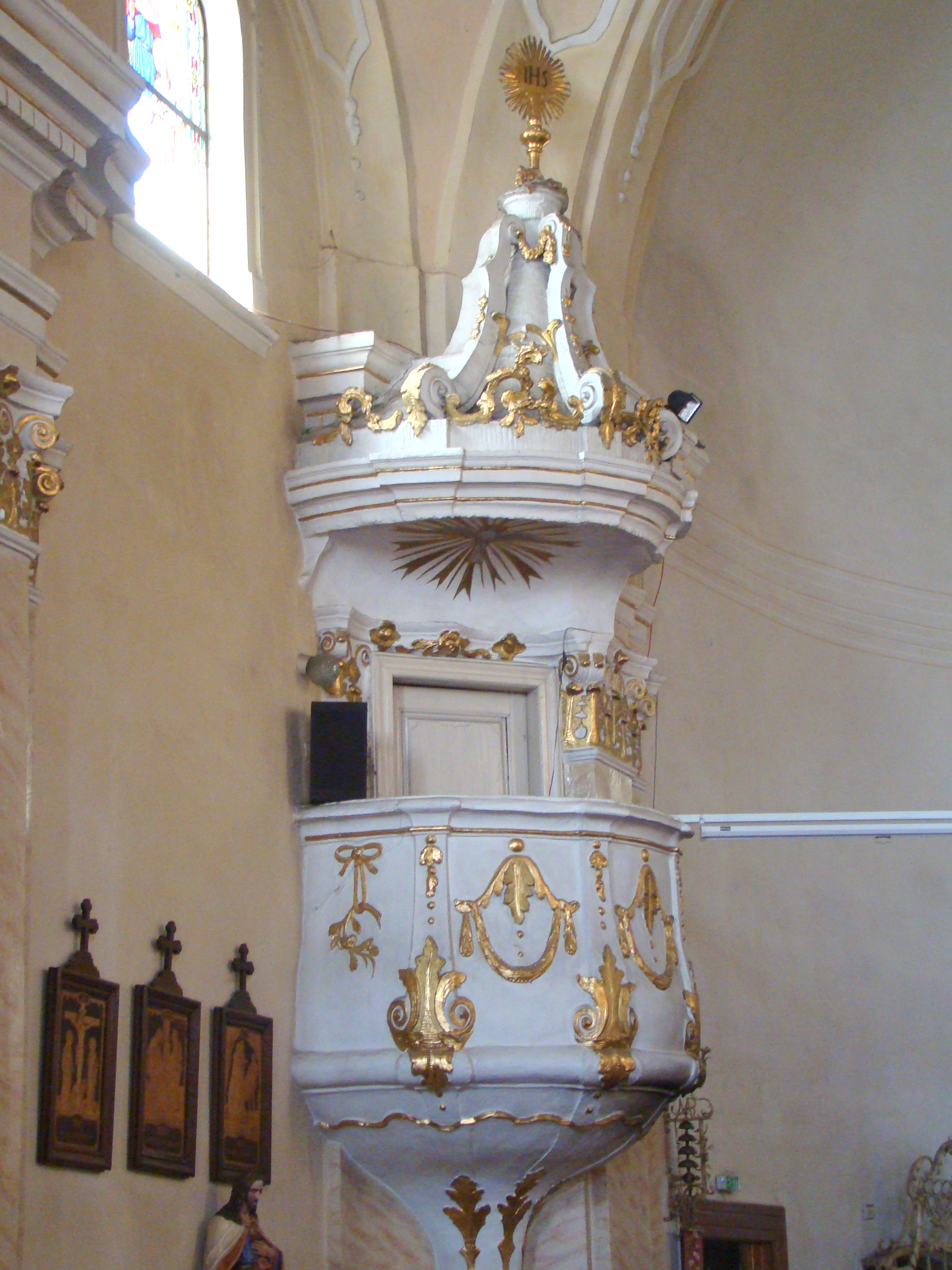
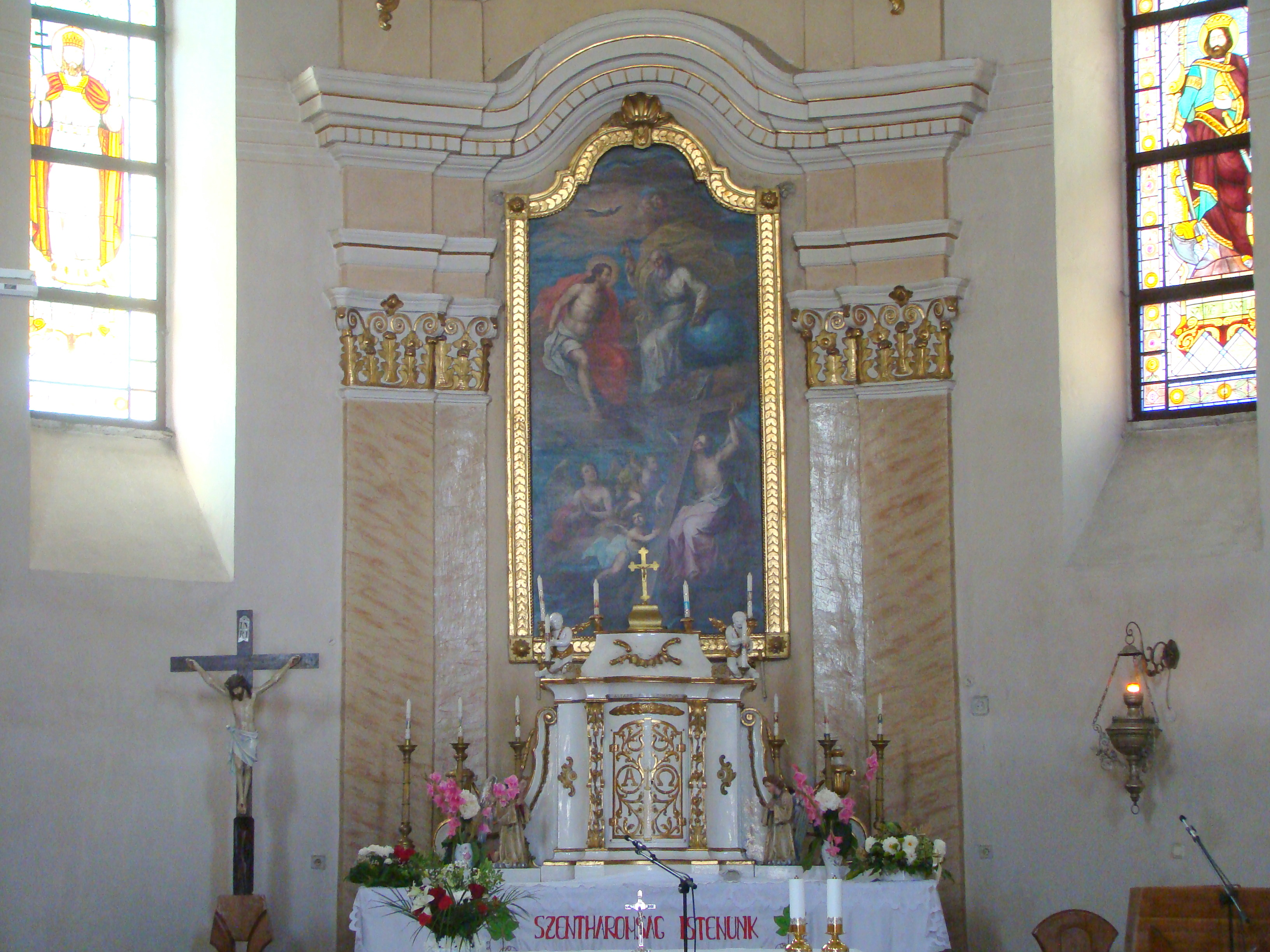
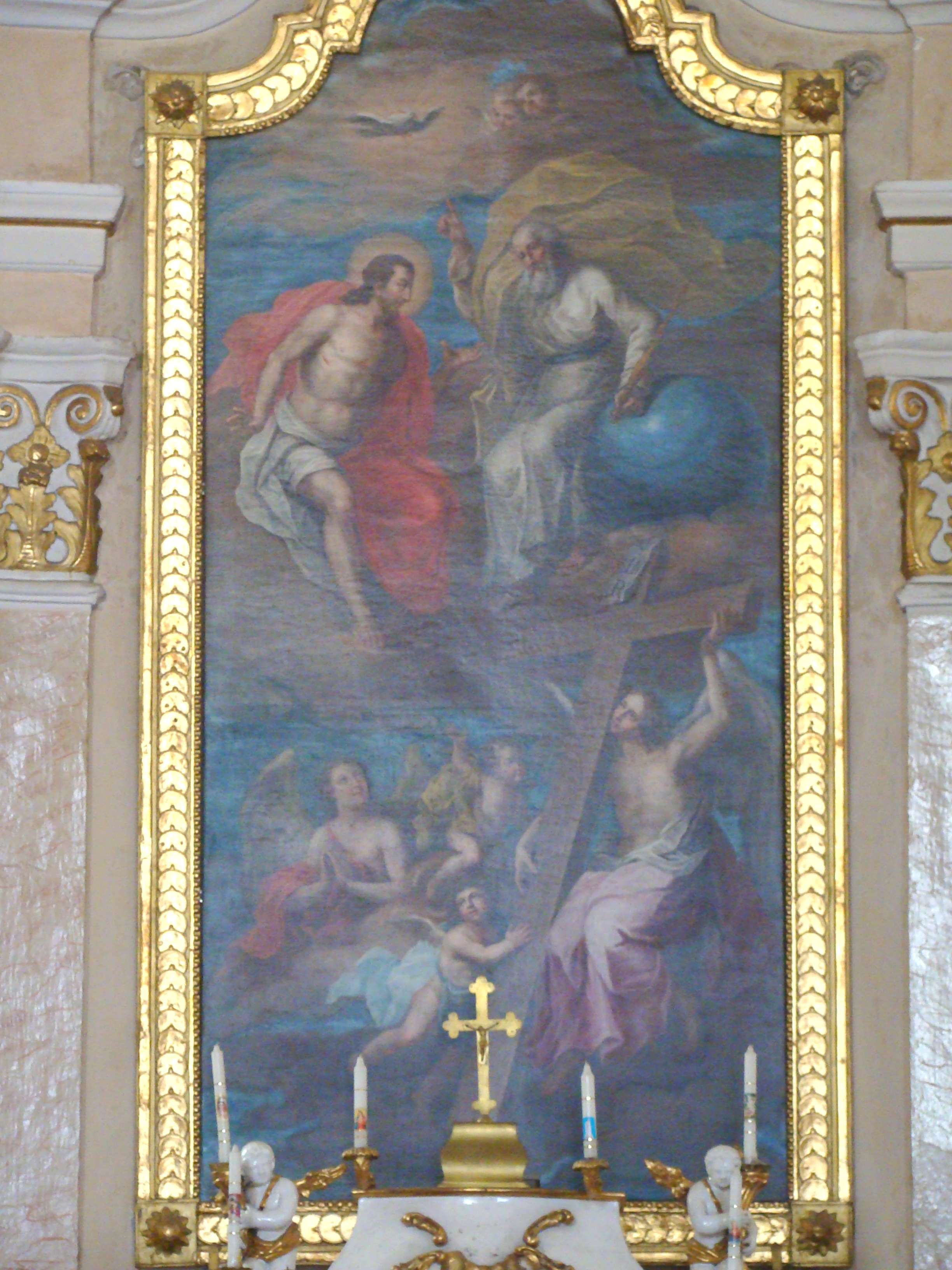
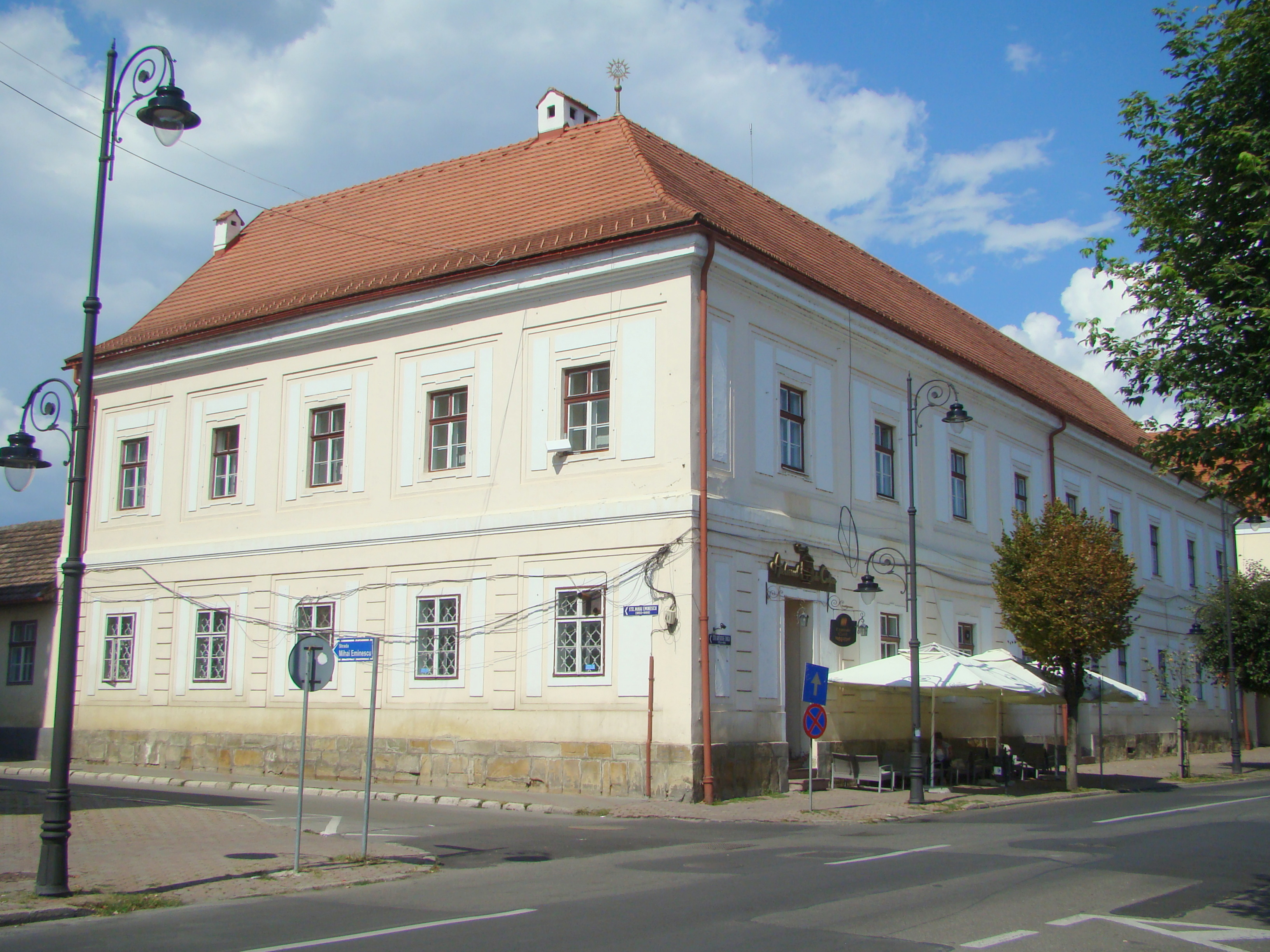
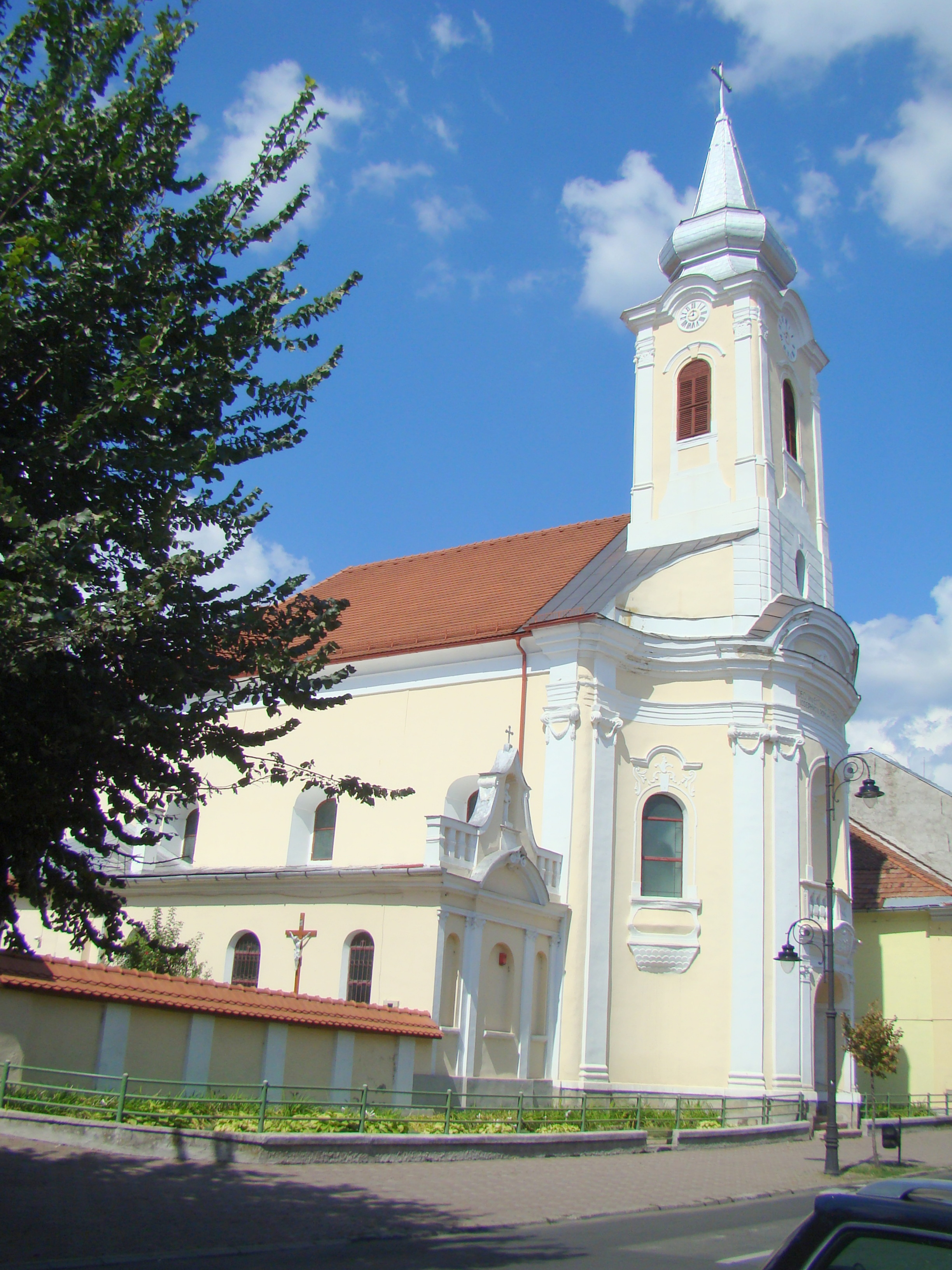